# 大衛·安德魯·辛克萊
大衛·安德魯·辛克萊（David Andrew Sinclair，1969年6月26日在悉尼出生）是一名澳大利亞生物學家，主要研究遺傳學中如何有效令人類生命延長和治療老年疾病。

## 目前職務
辛克萊是哈佛醫學院保羅·格倫實驗室老化生物學機構的共同指導者。辛克萊在悉尼新南威爾士大學獲得了理學學士（榮譽I級），並獲得了澳大利亞聯邦獎。1995年，他獲得分子遺傳學博士學位，然後前往美國麻省理工學院與李納德·瓜倫特共同擔任博士後研究員。
自1999年起，他成為哈佛醫學院遺傳系的終身教授。

## 研究
辛克萊的一項研究成果是在李納德·瓜倫特的實驗室確定了染色體外rDNA環（或“ERCs”）在決定酵母壽命中的關鍵角色。隨後的研究表明，ERCs在特定酵母菌株中，對衰老有一種特別的反應。他還表明Sir2蛋白質重新定位於DNA斷裂和介導修復。這兩個發現導致他的實驗室發現基因組不穩定性誘導基因調節的變化，可能驅動哺乳動物的衰老過程。
2002年，辛克萊在哈佛的實驗室發現NAD+於細胞在衰老過程中的起關鍵作用。
2003年，他的實驗室公佈，NAD+是Sir2和SIRT1的非競爭性抑製劑，並提出該分子作為去乙酰化酶的生理調節劑。
辛克萊歸因於“線粒體綠洲假說”，其中指出線粒體的能量和諾加因子含量決定細胞面對基因毒性侵略（即DNA損傷）的存活率。辛克萊也以他與孔拉德·霍維茲（Konrad Howitz）共同發展的“異種毒物興奮效應假說”而聞名。
2003年9月，霍維茲和辛克萊等人發表了一篇外界高度關注的論文，報告稱白藜蘆醇等多酚能激活人類的SIRT1從而延長細胞的壽命（Howitz等人，Nature，2003）。其後與兩個研究果蠅的抗衰老專家馬克·韃靼（Marc Tatar）和史蒂芬·赫爾芳德（Stephen Helfand，布朗大學）合作，共同發表了以白藜蘆醇激活SIR2的方式延長蠕蟲和蒼蠅的壽命的報告。但這項報告不被其他研究者重現。
2006年11月，辛克萊於Nature雜誌發表的一項研究表明，通過對體脂率（60%脂肪）喂飼提升諾加因子(NAD+)的物質,具有延長生命的效果。這些肥胖小鼠比正常飼養的小鼠存活時間短得多。　研究發現，以提升NAD+的物質治療的肥胖小鼠比未用白藜蘆醇治療的肥胖小鼠平均壽命長15％。証實以提升NAD+的物質在模擬正常餵養的小鼠中能有效限制卡路里，並減慢老化疾病的影響，例如心血管疾病，白內障和糖尿病（然而，對總體壽命沒有影響）。
2013年12月，辛克萊和UNSW的一個團隊發現，通過應用煙酰胺單核苷酸，可以令細胞內的分子得到修復，令線粒體和細胞核之間的通信迅速恢復諾加因子到年青的水平（被認為是衰老的其中一個原因）。

## 獎項
辛克萊已經收到了超過25個獎項，包括澳大利亞聯邦獎、海倫·惠特尼獎學金、內森休克獎、白血病和淋巴瘤會士、國立衛生研究院MERIT獎、默克獎、阿米姆獎學金、Genzyme優秀成就生物醫學科學獎、埃里森醫學高級會士、生物創新獎及40歲以下頂尖科學家明亮火花獎。